# 堆積相
堆積相（たいせきそう、英語: sedimentary facies）は層相の一種であり、岩相・堆積構造・生痕化石などによって設定される:61。

## 概要
堆積環境を知るためには単に層のみを解析するのではなく、記載される類似性のあるものやそれらの関係性をもとに解析が行われる。これを満たすための概念が堆積相であり、堆積相は空間的に特定の環境において堆積した堆積物に一致する。
堆積相は解析の対象とする環境の違いによって、同じ地層や露頭においても異なるものが設定されることがある。それらの厚さやスケールは様々であり、ルートマップや柱状図をもって表現する際はその縮尺に注意する必要がある:61。

### 堆積システムとの関係
堆積相対比の法則などにより堆積相やその関係を分析することによって、古環境を復元することが可能である。具体的には、連続するいくつかの堆積相の組み合わせである、堆積相組合せ（堆積相塁重）を用い、それぞれの部分において環境を解釈することによる。
すなわち堆積相塁重の解析を行うことによって、空間的な広がりを持った堆積場を復元することが可能であり、これを堆積システムと呼ぶ:62-65。

## 例

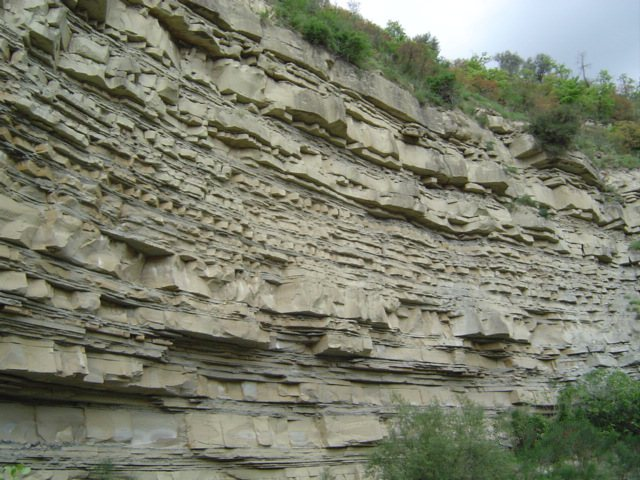
南イタリアゴルゴリオーネに所在する中新世のタービダイト

保柳, 公文 & 松田 (2004)においてはタービダイトにおける例を扱っている。先述の通り堆積相の設定は場合によって異なる。タービダイトを形成した混濁流の解析を行う際は、Bouma (1962)におけるバウマシーケンスのA～E区分は堆積構造の変化に対応しており、それぞれの区分を堆積相として用いるべきである。しかしタービダイト自体の解析を行う際は、同じような砂岩と泥岩の互層が続く限り一つの堆積相として扱うべきである:61。